# Jorge de Silva
Jorge de Silva (21 de abril de 1973) es un actor de telenovelas, ex-cantante y modelo mexicano nacido en Acapulco, estado de Guerrero, también acreditado como Jorge Da Silva.

## Biografía
Inició su carrera en el grupo musical Tierra Cero y en el que duró año y medio y después estudió actuación en el Centro de Educación Artística de Televisa (CEA).
En 1999 actúa en la telenovela Rosalinda como "Beto Pérez Romero".
También participó en 1999 en Mujeres engañadas en 2000 en Abrázame muy fuerte, en 2001 en La intrusa, Navidad sin fin, en 2002 en ¡Vivan los niños! y Clase 406, Niña amada mía en 2003; en 2004 Corazones al límite.
También en 2004 trabaja por primera vez en cine en la película Desnudos junto a David Zepeda.
En 2006 personifica a "José Gómez" en la telenovela Duelo de pasiones y posteriormente trabaja en Amar sin límites. En 2007 viene Muchachitas como tú con su antagónico. En 2008 trabajó en Cuidado con el ángel junto a William Levy y Maite Perroni como "Eduardo".

## Vida personal
Estuvo casado con Biana Singleton con quien tiene un hijo.

## Trayectoria

### Televisión
- Cuando me enamoro (2010) - Gonzalo Monterrubio (Joven)
- Un gancho al corazón (2008-2009) - El lobo
- Cuidado con el ángel (2008) - Eduardo Garibay
- Muchachitas como tú (2007) - Valente Quintana
- Amar sin límites (2006) - Arnaldo Toscano[2]
- Duelo de pasiones (2006) - José Gómez
- Piel de otoño (2005) - Eduardo Gutiérrez
- Corazones al límite (2004) - Esteban Molina Vallardes
- Niña amada mía (2003) - Ringo
- Clase 406 (2002) - Luigi
- ¡Vivan los niños! (2002) - Horacio
- Navidad sin fin (2001-2002) - Felipe
- La intrusa (2001) - Raymundo
- Abrázame muy fuerte (2000-2001) - Abel Ramos
- Mujeres engañadas (1999-2000) - Raúl
- Rosalinda (1999) - Beto Pérez Romero

### Series
- Como dice el dicho (2011) episodios "Haz el bien sin mirar a quien" como Fernando y "La dicha reúne, el dolor une" José Luis (2012).